# Gottfried Friedrich Aly
Gottfried Friedrich Aly (* 12. Februar 1852 in Magdeburg; † 16. Januar 1913 in Marburg) war ein deutscher klassischer Philologe und Schulpolitiker.

## Leben und Wirken
Aly war ein Nachkomme des Kammertürken Friedrich Aly († 1716). Seine Eltern waren der Kaufmann Eduard Aly und seine Gemahlin Anna geb. Lochte. Sein jüngerer Bruder Eduard (1854–1901) wurde später Jurist und Dichter, sein Sohn Wolfgang Aly Altphilologe. Gottfried Friedrich Aly besuchte das Domgymnasium Magdeburg und studierte an den Universitäten Bonn, Leipzig und Berlin Klassische Philologie. 1873 wurde er in Leipzig bei Georg Curtius promoviert. Anschließend arbeitete er als Lehrer u. a. in Hagenau und wurde 1895 zum Direktor des Gymnasiums von Burg (bei Magdeburg) ernannt. 1900 wechselte er zum Philippinum Marburg nach Marburg; hier starb er als Direktor des Gymnasiums 1913 im Alter von 60 Jahren.
Alys wissenschaftliche Arbeiten waren weniger bedeutend. Größeren Umfangs waren seine Werke Die Quellen des Plinius im achten Buch der Naturgeschichte (Marburg 1882; dazu auch Zur Quellenkritik des älteren Plinius, 1885), Cicero. Sein Leben und seine Schriften (Berlin 1891), Horaz, sein Leben und seine Werke (Gütersloh 1893) und Geschichte der römischen Literatur (Berlin 1894). Außerdem gab er eine mehrfach aufgelegte Ausgabe ausgewählter Briefe Ciceros heraus.
Alys Lebensleistung besteht in seinem Bemühen um die Schulpolitik. Er hatte großen Einfluss auf die Neugestaltung des preußischen Gymnasialunterrichts und wandte sich auch gegen den von Ulrich von Wilamowitz-Moellendorff verfochtenen Historismus. Aly trat ein für eine Hebung der gymnasialen Lehrerschaft, für deren wissenschaftliche Weiterbildung und materielle Gleichstellung mit den Richtern. Ab 1909 war Aly als Nachfolger von Oskar Jäger Vorsitzender des Gymnasialvereins.
Aly ist am 12. November 1880 in die Freimaurerei aufgenommen worden. Er war u. a. Ehrenmeister der Loge Adamay zur heiligen Burg in Burg bei Magdeburg und Ehrenmitglied der Großen National-Mutterloge Zu den drei Weltkugeln sowie der Logen in Magdeburg und Halberstadt. In Marburg war er „ständig besuchender“ Bruder bei der Loge Marc Aurel zum flammenden Stern, ohne deren Mitglied zu werden. 1905 wurde Aly Ehrenmitglied des Akademisch-Philologischen Vereins zu Marburg, der späteren Marburger Burschenschaft Rheinfranken.
Ein Urenkel ist der Historiker Götz Aly.

## Schriften
- Geschichte der römischen Literatur. Gaertner, Berlin 1894.
- Geschichte des preussischen höheren Schulwesens. Elwert, Marburg 1911.